# مارتن غوردون (عازف بيانو)
مارتن غوردون (بالإنجليزية: Martin Gordon)‏ هو عازف بيانو بريطاني، ولد في 3 مايو 1954 في إبسوتش في المملكة المتحدة.

## وصلات خارجية
- الموقع الرسمي
- مارتن غوردون على موقع ميوزك برينز (الإنجليزية)
- مارتن غوردون على موقع أول ميوزيك (الإنجليزية)
- مارتن غوردون على موقع ديسكوغز (الإنجليزية)